# Grabovik (ort)
Grabovik är en ort i Bosnien och Hercegovina.   Den ligger i entiteten Federationen Bosnien och Hercegovina, i den sydöstra delen av landet, 40 km sydost om huvudstaden Sarajevo. Grabovik ligger 702 meter över havet och antalet invånare är 284.
Terrängen runt Grabovik är kuperad. Närmaste större samhälle är Goražde, 19,9 km nordost om Grabovik. 
Omgivningarna runt Grabovik är en mosaik av jordbruksmark och naturlig växtlighet. Runt Grabovik är det ganska tätbefolkat, med 70 invånare per kvadratkilometer.